# André Davoust
André Davoust, né le 7 avril 1922 à Averton (Mayenne) et mort à Rochefort (Charente-Maritime) le 4 octobre 2010, est un homme politique français.

## Parcours politique
Il est le fils de Pierre Davoust, fonctionnaire aux PTT, et de Marie Davoust. Après des études à la faculté des droits et des lettres de Rennes, il est licencié en droit, et possède le CES de géographie humaine. « Collaborateur le plus proche » et suppléant de Robert Buron aux élections législatives de 1959, il le remplace à l'Assemblée nationale quand celui-ci est nommé ministre par le général de Gaulle. Leur « ticket » l'emporte alors avec plus de 60 % des voix dans la circonscription de Laval. Pour la seconde législature de 1962 à 1967, il se présente seul.
Il fait partie du groupe Républicains populaires et centre démocratique, issu du MRP, puis à la dissolution de ce parti, du groupe du Centre démocratique.
Il refuse deux fois la confiance au gouvernement en 1966, en cohérence avec le positionnement de plus en plus à gauche de Robert Buron, qui crée la même année Objectif 1972. L'UNR présente donc un candidat face à lui aux élections de 1967 en la personne de Pierre Buron, dont le patronyme ne semble pas étranger à sa désignation.
Pierre Buron bat André Davoust, dont le suppléant n'est autre que Robert Buron par 4 500 voix d'avance, marquant ainsi l'implantation durable du gaullisme en Mayenne. Cette défaite est parachevée lors des élections cantonales la même année. André Davoust perd son siège au conseil général de la Mayenne.
Il ne se représente pas aux élections législatives en 1973.
En décembre 2011, un premier timbre postal à l'effigie du "Mont des Avaloirs" (point culminant de l'Ouest de la France en Mayenne), a été créé par David Marquet. Le livret postal de quatre timbres a été dédié en hommage à M. André Davoust.

## Sources
1. ↑  État civil sur le fichier des personnes décédées en France depuis 1970

- Robert Buron, La Mayenne et Moi, 1978, Cana
- « André Davoust », sur Sycomore, base de données des députés de l'Assemblée nationale